# Voitia grandis
Voitia grandis är en bladmossart som beskrevs av David Geoffrey Long 1999. Voitia grandis ingår i släktet snabelmossor, och familjen Splachnaceae. Inga underarter finns listade i Catalogue of Life.